# Retrat d'una dama (Van der Weyden)
Retrat d'una dama (o Retrat d'una jove) és un petita pintura sobre taula executada al voltant de 1460 per Rogier van der Weyden, un pintor flamenc primitiu. La composició es construeix a partir de les formes geomètriques que formen les línies del vel de la dona, l'escot, la cara i els braços, així com la trajectòria de la llum que il·lumina la seva cara i el seu pentinat. Els contrasts clarobscurs realcen la bellesa i l'elegància gòtica, gairebé antinatural, de la model. Des de 1937, la pintura es troba a la National Gallery of Art de Washington, DC. S'ha descrit com un quadre "famós entre tots els retrats de dones de totes les escoles".
Van der Weyden es va dedicar als retrats cap al final de la seva vida i les seves penetrants evocacions dels personatges van obtenir un bon reconeixement per part dels pintors de generacions posteriors. En aquesta pintura, la humilitat de la dona i el seu posat reservat es transmeten a través d'un físic d'aparença fràgil, amb els ulls abaixats i els dits estretament agafats. És prima i la realització segueix l'ideal gòtic de trets allargats, amb espatlles estretes, els cabells ben fixats, el front llarg i un marc elaborat que estableix el tocat. És l'únic retrat conegut d'una dona signat per Van der Weyden, encara que el nom de la model no es va enregistrar i tampoc no va posar títol al treball.
Tot i que Van der Weyden no es va adherir a les convencions d'idealització, generalment procurava afalagar als personatges que el servien de model. Els pintava amb una roba a la moda, sovint amb uns trets facials esculpits, quasi arrodonits i, en alguns casos, parcialment desviats de la representació natural. Adaptava la seva pròpia estètica i els seus retrats de dones sovint tenen una sorprenent semblança entre si.

## Autor
Rogier van der Weyden va néixer a Tournai (1399/1400) i és considerat un dels pintors més influents del segle xv formant part del moviment dels primitius flamencs. S'havia format amb Robert Campin i va ser contemporani de Jan van Eyck; ell i Van Eyck, des de diferents perspectives, van contribuir al desenvolupament de l'escola flamenca del segle xv. Si Van Eyck, des de la seva ampla erudició i una treballada observació, va realitzar obres carregades de simbolisme, Rogier es va preocupar de representar, amb força realisme, els sentiments –especialment els dolorosos– i les sensacions dels seus personatges, i aconseguí d'expressar-ho com cap altre pintor no ho havia capturat mai".
Va ocupar el càrrec de pintor de la ciutat de Brussel·les i centrà la seva obra principalment en l'execució de retrats de personatges i mandataris de la cort de Borgonya i en obres de caràcter religiós; fonamentalment, pintà tríptics i políptics de grans dimensions. L'estil de les seves primeres obres és marcadament gòtic, hieràtic i amb els fons daurats. Posteriorment va evolucionar cap a línies sinuoses i fluides que aplicà en els cossos i les robes. Els seus personatges són realistes, amb expressions patètiques i un fort dramatisme, ja que l'artista pretenia causar un fort impacte emocional en els espectadors.

## Composició
La dona pintada, que probablement ronda els vint anys, és presentada de mig cos i en un perfil de tres quarts, amb un fons bidimensional d'un verd blau intens. El fons és d'una perspectiva plana i l'artista no parà atenció en els detalls, un fet comú en els treballs devocionals de Van der Weyden. Com el seu contemporani Jan van Eyck (c. 1395-1441), en els retrats fa servir uns fons foscos; d'aquesta manera aconsegueix centrar l'atenció en el personatge. Hans Memling (c. 1435 - 1494), un artista neerlandès alumne de Van der Weyden, seria el primer pintor que situà un retrat que contrastava amb un fons el que apareixia una escena d'un exterior o un paisatge. En aquest treball, la perspectiva plana permet que l'espectador es concentri en la cara de la dona, d'una serenitat tranquil·la. Van der Weyden redueix el focus en quatre trets bàsics: el pentinat, el vestit, la cara i les mans. El fons s'ha enfosquit amb el temps; és probable que, originalment, els angles formats pel hennin i el vestit de la model quedessin més marcats.

Petrus Christus (c. 1410/1420-1475/1476), Retrat d'una donant femenina (c. 1455), National Gallery of Art, Washington. El treball de Christus va representar una forta influència a l'obra de Van der Weyden, com es pot veure en l'expressió i la coloració.

La dona porta un vestit negre escotat elegant, amb bandes fosques de pell al coll i a les mànigues. La roba és d'estil borgonyó, que en aquell temps estava de moda, ja que emfatitza l'estètica de figures altes i primes pròpia de l'ideal gòtic. El seu vestit està cordat amb una brillant faixa vermella que queda recollida per sota dels pits. El hennin de color camussa està cobert amb un gran vel transparent que cau per damunt de les seves espatlles i arriba fins als braços. Van der Weyden, com és habitual en ell, posa molta atenció en l'estructura i en els detalls de la vestimenta, com ara les agulles que subjecten el vel.
El vel de la dona forma una "V" invertida que, enfrontat a la forma inversa d'una lleugera armilla que porta sota el vestit, componen un perfil romboide. La model es mostra en un angle lleuger, però la seva posa és centrada per les amples línies connectades dels braços, l'escot i el vel. El cap de la dona està il·luminat de manera delicada, no deixant cap contrast tonal fort a la seva pell. Té una cara llarga, prima, celles depilades i un front amb possibilitats d'haver estat afaitat per crear una línia de cabell més elevada, com era la moda. Els seus cabells estan pentinats cap enrere, subjectats per una cinta i situats per darrere de l'orella. El seu pentinat alt i la marcada línia del front accentuen la seva cara allargada, que li donen una aparença d'escultura.
L'orella esquerra de la dona està, segons l'historiador d'art Norbert Schneider, antinaturalment alta i enrere, més paral·lela als seus ulls que al seu nas; aquesta posició és probablement un mecanisme artístic que feu servir l'artista per donar continuïtat al flux de la línia diagonal de l'ala interior dreta del vel. Al segle xv, els vels es portaven normalment per modèstia, per amagar la sensualitat de la carn. En aquest treball, el vel té l'efecte oposat; la cara de la dona està emmarcada pel pentinat i així cridar l'atenció sobre la seva bellesa.

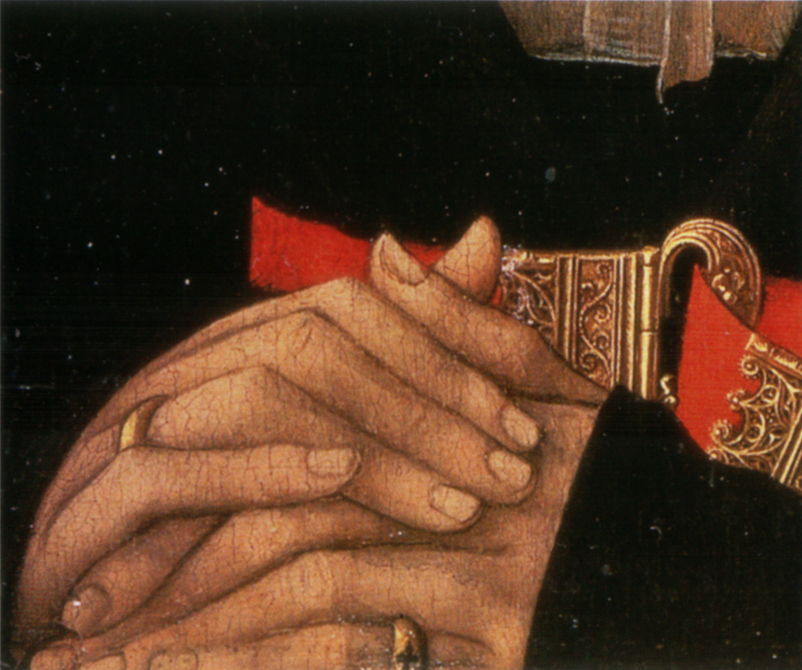
Detall del retrat mostrant els dits estretament creuats de la dona i el cinturó vermell

Les mans de la dona estan estretament creuades, com si estiguessin en oració, i estan col·locades molt avall de la pintura i sembla que es recolzin en el marc. Apareixen estretament comprimides en una petita àrea del quadre; és probable que Van der Weyden no volgués crear una àrea de to alt que pogués distreure l'atenció del seu cap. Els seus dits, ben prims, estan minuciosament detallats; sovint, Van der Weyden indicava la posició social dels seus models a través de la il·lustració de la seva cara i mans. La màniga del seu vestit s'estén més enllà dels seus canells. Els seus dits es pleguen en capes; el seu rostre és l'element més detallat en la pintura, i és un reflex de la forma piramidal de la part superior de la pintura.
Els seus ulls miren fixament cap avall, amb humilitat, en contrast amb la seva roba relativament extravagant. La pietat de la seva expressió s'aconsegueix a través de motius comuns en el treball de Van der Weyden. Els seus ulls i nas s'allarguen, i el seu llavi inferior sembla més ple amb l'ús del color i amb un acabat més pronunciat. Algunes línies verticals al voltant d'aquests trets s'emfatitzen, amb les pupil·les grans i les seves celles una mica alçades. A més a més, els contorns de la seva cara se subratllen d'una manera que és un xic antinatural i abstracta, i fora de les restriccions espacials habituals de les representacions humanes del segle xv. Aquesta metodologia va ser descrita per l'historiador d'art Erwin Panofsky: "Rogier es concentrava en certs aspectes principals –principals tant des d'un punt de vista fisiològic com psicològic– que expressava principalment mitjançant les línies". El seu front alt i la boca es considera que suggereixen una naturalesa intel·lectual, asceta i vehement alhora, que simbolitza "un conflicte pendent en la seva personalitat".
La model és desconeguda, encara que alguns historiadors d'art han especulat sobre la seva identitat. A començaments del segle xx, l'escriptor Wilhelm Stein suggeria que podria ser Marie de Valengin per la similitud dels trets facials, la filla il·legítima de Felip III de Borgonya. Tanmateix, això és una especulació sense un bon suport. Com les seves mans es mostren com si es recolzessin en el marc de la pintura, els historiadors d'art accepten d'una manera general que, més que un treball devocional, es tracta d'un retrat independent.

## Ruptura amb la tradició d'idealització
Van der Weyden treballava en la mateixa tradició de retrats que seguien els seus contemporanis Jan van Eyck i Robert Campin. En la primera meitat del segle xv, aquests tres artistes formaven part de la primera generació dels pintors del "renaixement flamenc", i els primers artistes del nord d'Europa que descrigueren membres de les classes mitjana i alta de manera naturalista, en lloc de la forma idealitzada característica del cristianisme medieval. Amb anterioritat, dins l'art neerlandès, el mode de representació dels retrats de nobles o clergues era la vista de perfil. En obres com Home amb turbant (1433), Jan van Eyck trencava aquesta tradició i feia servir el perfil de tres quarts de la cara que es convertiria en un estàndard artístic al seu país. Aquí, Van der Weyden fa servir el mateix perfil, fet que li permet descriure millor els trets del cap i de la cara de la dama. En aquesta obra el personatge es representa fins a mig cos, cosa que permet a l'artista mostrar les mans creuades a la cintura.

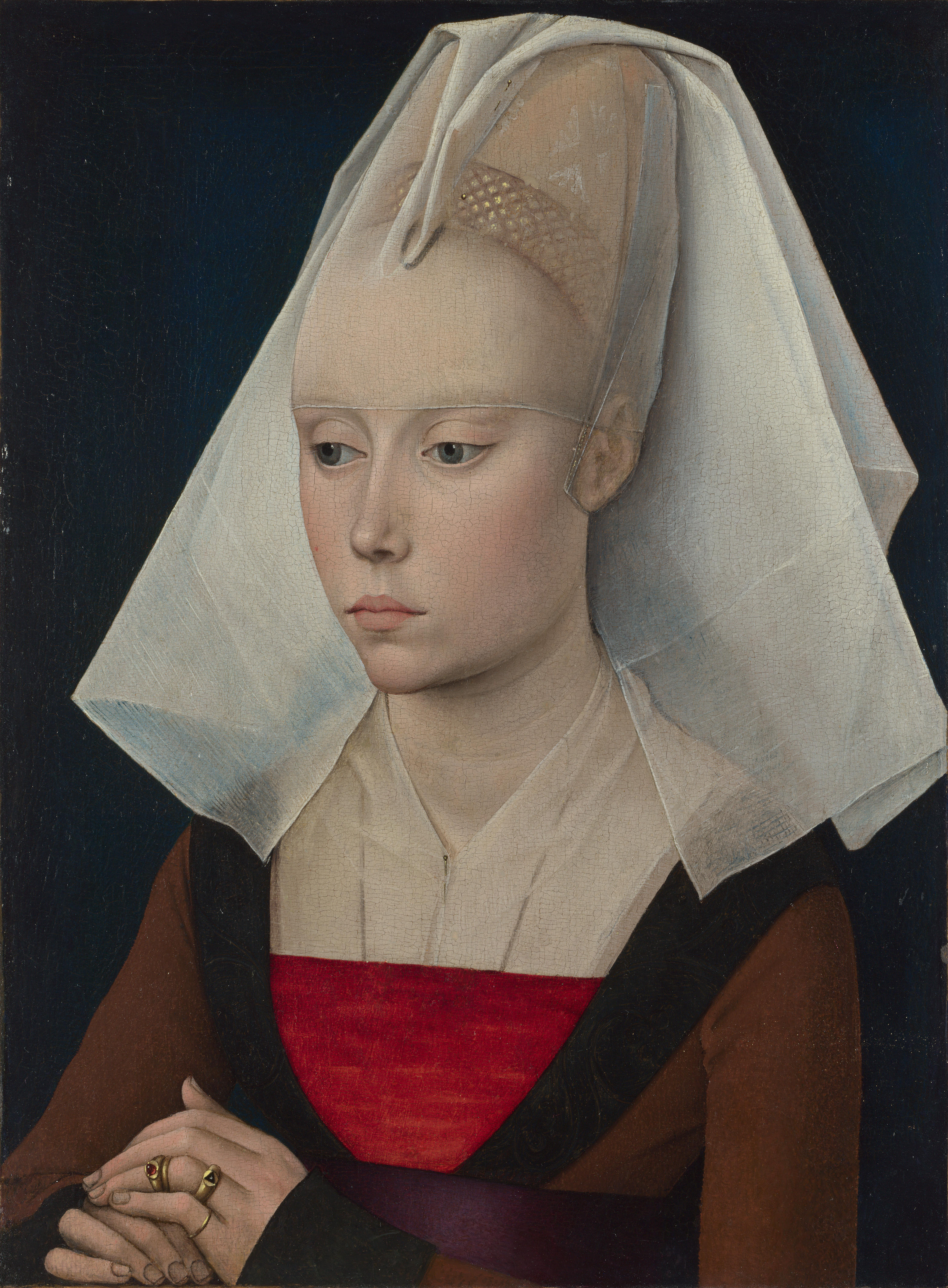
Taller de Rogier van der Weyden Retrat d'una Dama, c. 1460. National Gallery de Londres. Aquesta pintura similar té molt menys detall i prové del seu taller. Pot ser datada com a posterior al 1466.

Malgrat aquesta nova llibertat expressiva, els retrats femenins de Van der Weyden són sorprenentment similars en el concepte i estructura, als de Campin. Molts són rostres de tres quarts de cos i de mig cos. Típicament posen els seus models davant d'un fons fosc, que és uniforme i no descriptiu. Mentre els retrats destaquen pel seu patetisme expressiu, els trets facials de les dones s'assemblen fortament l'un a l'altre. Això indica que encara que Van der Weyden no s'adheria a la tradició de la representació idealitzada, procurava complaure als seus models en una manera que reflectia els ideals contemporanis de la bellesa. La majoria dels retrats de Van der Weyden varen ser pintats per encàrrec de la noblesa; només va pintar-ne cinc (incloent-hi Retrat d'una dama) que no eren retrats de donants. Se sap que en el seu Retrat de Felip de Croy (c. 1460), Van der Weyden millorava les faccions del noble jove flamenc amagant el seu gran nas i el seu prognatisme mandibular. Quan descrivia aquesta tendència, l'historiador d'art Norbert Schneider escrivia: "Mentre Van Eyck mostra la natura 'crua', com era, Rogier millora la realitat física, civilitzant i refinant la natura i la forma humana amb l'ajuda d'un pinzell.".
L'alta qualitat d'aquesta obra queda subratllada si es compara amb una pintura molt similar del seu taller que hi ha a la National Gallery de Londres. L'obra de Londres té trets més suaus, més arrodonits, és més jove i està menys caracteritzada de manera individual que la model de 1460. La tècnica també és menys subtil i fina en el de Londres. Tanmateix, els dos comparteixen una expressió i un vestit similars.
Van der Weyden estava més preocupat per la resposta estètica i emocional que en conjunt generaven els seus quadres, que pels mateixos retrats en si. L'historiador d'art i conservador Lorne Campbell suggereix que la popularitat del Retrat d'una dama és deguda més a l'"elegant simplicitat del patró que [la model] crea" que a la gràcia de la seva descripció. Van der Weyden no es va mantenir dins dels regnes tradicionals de la idealització, sinó que creava la seva pròpia estètica, qualitat que estenia a través dels seus retrats i imatges religioses. Aquesta estètica inclou l'estat d'ànim de la trista devoció que forma el to dominant en tots els seus retrats. Les seves figures poden ser més naturals que les de generacions anteriors d'artistes; tanmateix, l'aproximació de caràcter individualista que procura en la descripció de la pietat dels seus models sovint condueix a l'abandonament de les regles de l'escala.
John Walker, un ex-director de la National Gallery of Art, es referia al tema com a "extravagant", i afirmava que malgrat la dificultat dels seus trets individuals, la model era "estranyament bella". A l'època en què Van der Weyden va finalitzar el quadre, havia eclipsat en popularitat fins i tot Van Eyck. Més que per la sensualitat posterior, aquesta pintura és típica de l'austera espiritualitat per la qual Van der Weyden és reconegut.

## Condició i procedència
Encara que Van der Weyden no va posar títol al treball, i el nom de la model no consta en cap dels inventaris, l'estil del seu vestit s'ha fet servir per situar el quadre en una època tardana dins la carrera de Van der Weyden. La datació aproximada de 1460 es basa en el vestit d'última moda i en la posició cronològica del treball dins l'evolució de l'estil de Van der Weyden. Tanmateix, és possible que s'executés fins i tot més tard, tenint present que Van der Weyden va morir el 1464.
Retrat d'una dama va ser pintat en una peça única de roure amb la veta vertical i té un marge sense pintar a cada costat. La taula es va preparar amb guix, dibuixant a sobre la figura en monocrom. Els esmalts de pigment d'oli es van afegir a continuació, cosa que li va permetre realitzar gradacions tonals subtils i transparents. La reflectografia infraroja revela que Van der Weyden no va esbossar el treball en el tauler abans de començar a pintar, i no hi ha cap prova d'una pintura subjacent. Sí que mostra que la figura de la dama era inicialment més prima abans que es fessin diversos canvis a mesura que el treball progressava; part de la pintura aplicada de manera densa remarca parcialment el cinturó, fet que demostra que la silueta original es va eixamplar. Aquests canvis són també visibles amb raigs X. Des de 1980 ha estat netejat un cert nombre de vegades. Hi ha hagut una petita pèrdua de pintura al vel, al pentinat i la màniga, i té una abrasió a l'orella.
La procedència de la pintura és confusa; hi ha dubte sobre a quina pintura es refereixen les anotacions d'alguns inventaris de l'època. Un príncep d'Anhalt, probablement Leopold III d'Anhalt-Dessau de Wörlitz (prop de Dessau, a Alemanya), que morí el 1817, la tenia a principis del segle xix; després d'ell és probable que hagués passat a Leopold IV d'Anhalt, que morí el 1871. La pintura va ser prestada per a la mostra del 1902, anomenada Exposition des primitifs flamands et d'art ancien, ralitzada a l'Hôtel de Gouvernement Provincial de Bruges. Va estar en mans de Frederic II d'Anhalt, Wörlitz, fins al 1926, quan el va vendre als comerciants d'art Duveen Brothers, que aquell mateix any la varen vendre a Andrew William Mellon. L'any següent va ser cedida a la Royal Academy of Arts de Londres, per a una mostra sobre sis segles d'art flamenc i belga. El 1932, Mellon va llegar l'obra a una organització educativa i benèfica que havia creat, i el 1937 en feia donació a la National Gallery of Art on s'exposa de manera permanent.

## Galeria
- Robert Campin, Retrat d'una dona jove, 1430-1435, National Gallery de Londres. L'estil de Van der Weyden es fonamentava en el treball del seu mestre.[33]
- Rogier van der Weyden, Retaule del set Sagraments, detall, 1445-1450, Koninklijk Museum, Anvers. Aquest treball mostra les dones de classe alta vestides a la moda contemporània formada per un alt hennin i colls en forma de "V".
- Petrus Christus, Retrat d'una noia jove de 1460, Staatliche Museen, Berlín. La similitud es pot veure en els trets esculpits i l'expressió de la model.[9]
- Hans Memling, Retrat d'una dona gran c. 1470. Museu de Belles Arts, Houston, Texas. Memling era un seguidor de Van der Weyden i va fer servir la seva distorsió de la representació natural per descriure els ideals de la bellesa.[34]